# Estafilinoïdeus
Els estafilinoïdeus (Staphylinoidea) són és una superfamília de coleòpters polífags molt àmplia i diversa amb distribució cosmopolita. La majoria dels estafilinoïdeus són de mida mitjana o petita amb els èlitres escurçats. Els fòssils daten del Triàsic al Mesozoic primerenc.

## Taxonomia
Els estafilinoïdeus contenen les següents famílies i subfamílies:
- Família Hydraenidae Mulsant, 1844
  - Subfamília Orchymontiinae Perkins, 1997
  - Subfamília Prosthetopinae Perkins, 1994
  - Subfamília hydraeninae Mulsant, 1844
  - Subfamília Ochthebiinae Thomson, 1859
- Família Ptiliidae Erichson, 1845
  - Subfamília Ptiliinae Erichson, 1845
  - Subfamília Cephaloplectinae Sharp, 1883
  - Subfamília Acrotrichinae Reitter, 1909 (1856)
- Família Agyrtidae Thomson, 1859
  - Subfamília Agyrtinae Th omson, 1859
  - Subfamília Necrophilinae Newton, 1997
  - Subfamília Pterolomatinae Thomson, 1862
- Família Leiodidae Fleming, 1821
  - Subfamília Camiarinae Jeannel, 1911
  - Subfamília Catopocerinae Hatch, 1927 (1880)
  - Subfamília Leiodinae Fleming, 1821
  - Subfamília Coloninae Horn, 1880 (1859)
  - Subfamília Cholevinae Kirby, 1837
  - Subfamília Platypsyllinae Ritsema, 1869
- Família Silphidae Latreille, 1806
  - Subfamília Silphinae Latreille, 1806
  - Subfamília Nicrophorinae Kirby, 1837
- Família Staphylinidae Latreille, 1802
  - Subfamília Glypholomatinae Jeannel, 1962
  - Subfamília Microsilphinae Crowson, 1950
  - Subfamília Omaliinae MacLeay, 1825
    - Subfamília Empelinae Newton and Th ayer, 1992

  - Subfamília Proteininae Erichson, 1839
  - Subfamília Micropeplinae Leach, 1815
  - Subfamília Neophoninae Fauvel, 1905
  - Subfamília Dasycerinae Reitter, 1887
  - Subfamília Protopselaphinae Newton and Thayer, 1995
  - Subfamília Pselaphinae Latreille, 1802
  - Subfamília Phloeocharinae Erichson, 1839
  - Subfamília olisthaerinae Thomson, 1858
  - Subfamília Tachyporinae MacLeay, 1825
    - Subfamília Trichophyinae Thomson, 1858

  - Subfamília Habrocerinae Mulsant and Rey, 1876
  - Subfamília Aleocharinae Fleming, 1821
  - Subfamília Trigonurinae Reiche, 1866
  - Subfamília Apateticinae Fauvel, 1895
  - Subfamília Scaphidiinae Latreille, 1806
  - Subfamília Piestinae Erichson, 1839
  - Subfamília Osoriinae Erichson, 1839
  - Subfamília Oxytelinae Fleming, 1821
  - Subfamília Oxyporinae Fleming, 1821
  - Subfamília Megalopsidiinae Leng, 1920
  - Subfamília Scydmaeninae Leach, 1815
  - Subfamília Steninae MacLeay, 1825
  - Subfamília Euaesthetinae Thomson, 1859
  - Subfamília Solieriinae Newton and Thayer, 1992
  - Subfamília Leptotyphlinae Fauvel, 1874
  - Subfamília Pseudopsinae Ganglbauer, 1895
  - Subfamília Paederinae Fleming, 1821
  - Subfamília Staphylininae Latreille, 1802
  - Subfamília Protactinae † Heer, 1847